# بلغارستان در المپیک تابستانی ۲۰۲۴
کاروان المپیکی بلغارستان، یکی از کاروان‌های شرکت‌کننده در بازی‌های المپیک تابستانی ۲۰۲۴ بود. این دوره از بازی‌ها از ۲۶ ژوئیه تا ۱۱ اوت ۲۰۲۴ (۵ تا ۲۱ امرداد ۱۴۰۳ خورشیدی) به میزبانی پاریس، پایتخت فرانسه برگزار شد. کاروان بلغارستان در تمامی ادوار المپیک پس از ۱۹۲۴ به جز سه دوره حاضر بوده است؛ در المپیک ۱۹۴۸ لندن به دلیل درگیری‌های ملی پس از جنگ جهانی دوم، المپیک ۱۹۳۲ لس آنجلس به دلیل رکود بزرگ و المپیک ۱۹۸۴ لس آنجلس به دلیل حمایت از تحریم بازی‌های المپیک ۱۹۸۴ به رهبری شوروی.
بلغارستان در پایان این دوره با کسب سه مدال طلا، یک نقره و سه برنز در جایگاه بیست و ششم رده‌بندی نهایی این دوره از بازی‌ها ایستاد.
در این دوره، کیمیا علیزاده، تکواندوکار ایرانی‌الاصل که توانسته بود نخستین مدال تاریخ ورزش زنان ایران در المپیک را در المپیک ۲۰۱۶ ریو به‌دست آورد، تحت پرچم بلغارستان در المپیک شرکت کرد. او پس از باخت در مرحله نخست وزن ۵۷ کیلوگرم به ناهید کیانی نماینده‌ی کاروان ایران، با صعود وی به فینال، در شانس مجدد توانست به مدال برنز دست یابد.

## مدال‌آوران
| مدال | نام            | ورزش        | رویداد                  | تاریخ |
| ---- | -------------- | ----------- | ----------------------- | ----- |
| طلا  | سمن نوویکوف    | کشتی        | ۸۷ کیلوگرم فرنگی مردان  | ۸ اوت |
| طلا  | کارلوس نسار    | وزنه برداری | ۸۹ کیلوگرم مردان        | ۹ اوت |
| طلا  | محمد رمضانوف   | کشتی        | ۸۶ کیلوگرم آزاد مردان   | ۹ اوت |
| نقره | بوریانا کالین  | ژیمناستیک   | ریتمیک انفرادی همه‌جانبه | ۹ اوت |
| برنز | کیمیا علیزاده  | تکواندو     | ۵۷ کیلوگرم زنان         | ۸ اوت |
| برنز | بوژیدار آندریف | وزنه برداری | ۷۳ کیلوگرم مردان        | ۸ اوت |
| برنز | خاویر ایبانیز  | بوکس        | سنگین‌وزن مردان          | ۸ اوت |

## شرکت‌کنندگان
فهرست زیر به ورزش‌های کاروان بلغارستان اشاره دارد.
| ورزش         | مردان | زنان | کل |
| ------------ | ----- | ---- | -- |
| دو و میدانی  | ۲     | ۳    | ۵  |
| بدمینتون     | ۰     | ۳    | ۳  |
| بوکس         | ۳     | ۲    | ۵  |
| قایقرانی     | ۰     | ۱    | ۱  |
| شمشیربازی    | ۰     | ۱    | ۱  |
| ژیمناستیک    | ۱     | ۸    | ۹  |
| جودو         | ۲     | ۰    | ۲  |
| پنج‌گانه مدرن | ۱     | ۰    | ۱  |
| روئینگ       | ۱     | ۱    | ۲  |
| تیراندازی    | ۱     | ۱    | ۲  |
| شنا          | ۳     | ۱    | ۴  |
| تکواندو      | ۰     | ۱    | ۱  |
| تنیس         | ۰     | ۱    | ۱  |
| وزنه‌برداری   | ۳     | ۰    | ۳  |
| کشتی         | ۴     | ۲    | ۶  |
| کل           | ۲۱    | ۲۵   | ۴۶ |